# Javier Garrido Ramírez
Javier Garrido Ramírez (Torrente, Valencia, 1 de julio de 1979) es un futbolista español retirado. Jugaba como defensa lateral. Actualmente es miembro de la empresa valenciana de representantes Interstar.

## Trayectoria
Formado en la cantera del Valencia CF, debutó con el primer equipo la temporada 2001/02, en la que los valencianos fueron campeones de liga. La siguiente campaña jugó seis encuentros en Primera, antes de irse cedido, en el mercado de invierno, al Córdoba CF, de Segunda División.
La temporada 2003/04 regresó al Valencia, formando parte del histórico equipo que logró conquistar el doblete: Liga y Copa de la UEFA. Sin embargo, el relevo técnico al finalizar la temporada -Claudio Ranieri por Rafa Benítez- propició su salida del equipo, siendo cedido al AS Saint Étienne de la Ligue 1 francesa. La temporada 2005/06 afrontó una nueva cesión, en esta ocasión al Albacete Balompié.
La temporada 2006/07 iba a ser nuevamente cedido, al Lorca Deportiva, pero finalmente no superó la revisión médica por una lesión de rodilla. A causa de estos problemas físicos, y a pesar de tener únicamente 27 años, decidió colgar las botas.
Tras su retirada ha seguido vinculado al mundo del fútbol, como representante de jugadores y con su propia escuela en su Torrent natal. En 2008 se incorporó a la secretaria técnica del Valencia CF, de la mano de otro exfutbolista che, Juan Sánchez, la cual abandonó en 2012 para incorporarse a la empresa valenciana de representantes de jugadores Interstar.